# سیارک ۶۷۶۳
سیارک ۶۷۶۳ (به انگلیسی: 6763 Kochiny، نامگذاری:1981RA2) شش هزار و هفتصد و شصت و سومین سیارک کشف شده‌است که در ۷ سپتامبر ۱۹۸۱ کشف شد.
قدر مطلق سیارک برابر ۱۳٫۱۰ است.